# Base Bagnoli di Sopra
La base Bagnoli di Sopra o base di San Siro, è stata una base missilistica dell'Aeronautica Militare italiana e della NATO attiva tra il 1959 e il 2008, e si trovava nel comune di Bagnoli di Sopra in provincia di Padova. 

## Storia

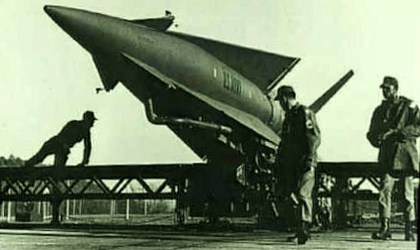
Foto storica di una rampa di lancio per missili MIM-14 Nike Hercules

Costruita nel marzo del 1959, la base, è stata un importante centro di difesa radar-missilistica fino alla fine della guerra fredda. I missili in dotazione alla base, sono stati attivi fino al 2005, ed avevano una gittata di circa 150 km. Inoltre era dotata di un radar che controllava l'area fino a circa 230 km. Come base NATO, ha ospitato anche militari statunitensi. La basa è stata chiusa nel 2007, ma la smobilitazione definitiva è avvenuta nell'autunno 2008.

### Oggi
Nel 2015 buona parte del sito su cui sorge la base, è stata ceduta, per la cifra simbolica di 200 euro, al comune di Bagnoli di Sopra. 
Ha ospitato le riprese della serie televisiva We Are Who We Are diretta da Luca Guadagnino.